# Empoasca bicorna
Empoasca bicorna är en insektsart som beskrevs av Delong och Caldwell 1934. Empoasca bicorna ingår i släktet Empoasca och familjen dvärgstritar. Inga underarter finns listade i Catalogue of Life.